# Talğar
Talğar (in kazako Талғар?; in russo Талгар?, Talgar) è una città del Kazakistan meridionale.
Sorge sulle rive del fiume omonimo, sul versante settentrionale del Trans-Ili Alatau, 25 km ad est dell'ex capitale Almaty, nella regione di Almaty. È il capoluogo del distretto omonimo. Nel 2009 contava 45.579 abitanti.
Venne fondata nel 1858 con il nome di Stanica Sofijskaja (in russo станица Софийская?), poi cambiato in Talğar nel 1919. Ha ottenuto lo status di città nel 1959.